# Stroanfreggan Cairn

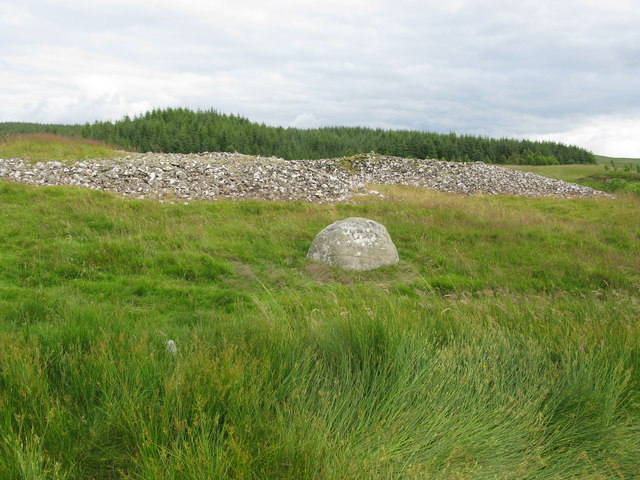
Stroanfreggan Cairn mit Boulder

Der Stroanfreggan Cairn liegt, auf niedrigem Grund, östlich von Knowehead, südlich der B729 bei St John’s Town of Dalry, oft kurz Dalry genannt, in Kirkcudbrightshire in Dumfries and Galloway in Schottland.
Der als Steinbruch benutzte bronzezeitliche Stroanfreggan Cairn ist leicht oval mit 21,9 auf 22,8 m und ist bis zu 1,6 m hoch. 1910 wurde 7,5 m vom Ostbogen eine Steinkiste gefunden. Ihre Seiten bestanden aus vier großen Platten, deren Fugen mit kleineren Steinen abgedichtet und mit Ton verklebt wurden. Die heute nur teilweise sichtbare Kiste maß innen 1,05 × 0,6 × 0,7 m und war von einem Deckstein von 1,5 × 1,2 m bedeckt. Sie enthielt ein plankonvexes Feuersteinmesser. An der Peripherie des Steinhaufens liegen drei erhaltene Felsbrocken mit 0,6 bis 0,9 m Länge und Höhen von 0,3 bis 0,6 m, während die Gruben der entfernten Steine, verschieden groß sind. In der Nachbarschaft wurden 1910 auf lockerem Boden vier kleine Splitter von Feuerstein- und Knochenfragmenten mit Holzkohle vermischt gefunden. Im Dumfries Museum befindet sich u. a. ein Fragment aus dünner Bronze, möglicherweise von einem doppelschneidigen Rasiermesser, aus dem Cairn.